# Бехеров
Бехеров (словац. Becherov) — село, община в округе Бардеёв, Прешовский край, Словакия. Расположен в северо-восточной части Словакии возле границы с Польшей.
Впервые упоминается в 1414 году.
В селе есть греко-католическая церковь Рождества Пресвятой Богородицы, построенная в 1847 году и православная церковь Покрова Пресвятой Богородицы, построенная в 1923 году с элементами древнерусского барокко.

## Население
| Год:                | 1994 | 2004    | 2014    | 2024    |
| ------------------- | ---- | ------- | ------- | ------- |
| Количество человек: | 294  | 285     | 279     | 275     |
| Разница:            |      | −3,06 % | −2,10 % | −1,43 % |

В селе проживает 258 человек.
Национальный состав населения (по данным последней переписи населения — 2001 год):
- русины — 48,54%
- словаки — 29,93%
- украинцы — 16,42%
- цыгане — 4,38%

Состав населения по принадлежности к религии состоянию на 2001 год:
- греко-католики — 46,72%,
- православные — 43,43%,
- римо-католики — 6,57%,
- не считают себя верующими или не принадлежат ни к одной вышеупомянутой церкви — 2,55%